# Fender
Fender este o foarte cunoscută marcă de instrumente muzicale. Numele oficial este Fender Musical Instruments Corporation, cu sediul în Scottsdale, Arizona, SUA. Compania produce o gamă variată de instrumente muzicale, precum și accesorii (huse, haine, pene, amplificatoare). Cele mai renumite produse ale sale rămân însă, chitarele electrice. Este o marcă des folosită de renumiți artiști precum Jimi Hendrix, Eric Clapton, David Gilmour și alte mari nume ale rockului.

## Istoric

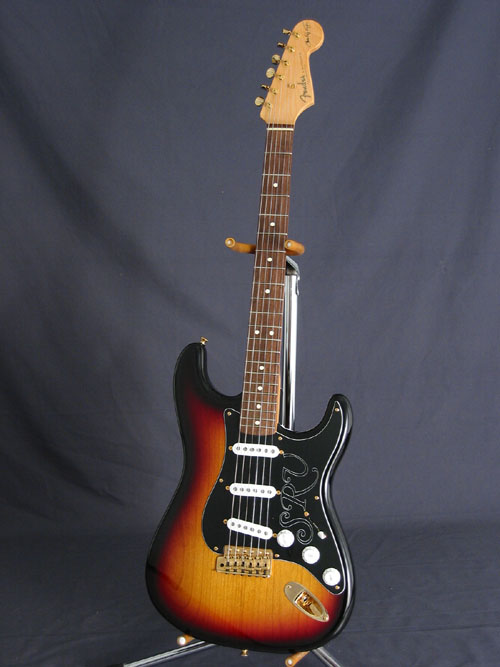
Chitară Fender

În anii '40, un inventator din California, Leo Fender, producea la comandă chitare și amplificatoare în atelierul său de depanat radiouri. Leo Fender a dezvoltat în acea perioadă primul amplificator din lume prevăzut cu un control de ton încorporat.
În 1944, Leo Fender s-a asociat cu "Doc" Kauffman, un fost angajat al firmei Rickenbacker, și au format firma K&F Company, producând chitare cu corzi de oțel și amplificatoare. Leo Fender a realizat că dozele magnetice masive folosite în acea perioadă sunt mult prea mari. A dezvoltat astfel o nouă doză pe care a montat-o pe o chitară fără cutie de rezonanță, derivată dintr-o havaiană. Deși, inițial, chitara a fost folosită pentru testarea noii doze, totuși a trezit imediat interesul muzicienilor locali. De fapt, chitara a devenit atât de populară încât muzicienii s-au înscris pe o listă de așteptare pentru a o închiria!

### Fender - Un simbol american
De peste cinci decenii, instrumentele muzicale produse de către Fender au avut o influență covârșitoare asupra manierei în care lumea compune, cântă și ascultă muzică.
În 1944, Leo Fender s-a asociat cu "Doc" Kauffman, un fost angajat al firmei Rickenbacker, și au format firma K&F Company, producând chitare cu corzi de oțel și amplificatoare. Leo Fender a realizat că dozele magnetice masive folosite în acea perioadă sunt mult prea mari. A dezvoltat astfel o nouă doză pe care a montat-o pe o chitară fără cutie de rezonanță, derivate dintr-o Hawaiiana. Deși, inițial, chitară a fost folosită pentru testarea noii doze, totuși a trezit imediat interesul muzicienilor locali. De fapt, chitara a devenit atât de populară încât muzicienii s-au înscris pe o listă de așteptare pentru a o închiria!
După despărțirea de "Doc" Kauffman în 1946, Leo Fender și-a constituit propria companie, Fender Electric Instrument Company, care în 1951 a lansat pe piață chitara "Broadcaster"®, prototipul chitarei electrice cu corp solid, care, cunoscută mai târziu sub numele de "Telecaster"® (schimbarea numelui s-a făcut pentru a evita confuziile cu tobele Broadcaster, produse de către Gretsch, firma, de altfel, achiziționată de către Fender în anul 2002), a fost prima chitară electrică stil Spaniol, cu corp solid fabricată pe scara industrială. Curând după aceea, Fender a lansat în 1951 chitara bas revoluționară "Precision Bass"®, aceasta fiind prima chitară bas electrică construită vreodată. Iar în 1954 Leo Fender a lansat venerabila chitară electrică "Stratocaster"®. Aceste două chitare, Telecaster și Stratocaster - cărora li se adaugă chitarele dezvoltate de către Les Paul - sunt considerate că au impus standardul în designul chitarelor electrice, design reluat și copiat de majoritatea celorlalți producători de chitare.
Leo Fender a fost mai puțin preocupat de estetică, cât mai ales de utilitate și aspectele practice în exploatarea instrumentelor. Ideea lui era să dezvolte o chitară cu sunet clar, similar cu cel al Hawaiianelor, dar fără neajunsurile feedback-ului creat de dozele și difuzoarele folosite la volum ridicat. Chitarele electrice dezvoltate de Leo au un grif detașabil, într-o construcție "modulară", care să permită înlocuirea în câteva minute. Design-ul headstock-ului ("ciocului") chitarei, cu toate cele șase chei pe o singură parte, precum și design-ul double cutaway al modelului Stratocaster, dozele "single-coil", selectorul cu trei poziții, puntea reglabilă cu trei bolțuri pentru ajustarea înălțimii și lungimii scalei, sunt elemente dezvoltate de către Leo Fender care și-au dovedit valoarea și fiabilitate, regăsindu-se și astăzi, aproape neschimbate, montate pe chitarele produse până în prezent.
Revoluționar s-a dovedit a fi și design-ul primei chitare bas, "Precision Bass". Leo Fender a făcut trecerea de la design-ul pentru poziția verticală a unui bas tradițional; la idea unei chitare bas atârnată pe umăr, considerând această poziție mult mai convenabilă basiștilor. Chitara Precision Bass a avut un succes fulminant, numele fiind ales pentru a arăta că basul creat de către Fender permite chitariștilor să cânte notele cu precizie, datorită faptului că grif-ul era prevăzut pentru prima oară cu fret-uri (spre deosebire de basurile tradiționale care nu sunt prevăzute cu fret-uri).
Aceste instrumente construite de către Fender, ca și amplificatoarele, în special cele din seria "Bassman"® - primul amplificator bas produs pe plan mondial - au revoluționat modul în care auzim astăzi muzica. Aceste instrumente și amplificatoare permit artiștilor să ajungă la o audiență mai largă, precum și să creeze sunete pe care înainte le auzeau, doar în mintea lor. De asemenea, au contribuit la răspândirea unui nou gen muzical, rock'n'roll, care în scurt timp a cucerit jukebox-urile din SUA și, apoi, audiența din lumea întreagă.
De la Elvis, The Rolling Stones și Led Zeppelin, până la the Police, U2 și Metallica - produsele Fender au participat direct la crearea muzicii pe care o știți astăzi. Dar nu numai artiști rock au folosit sau folosesc echipamente Fender. Albume muzicale ale unor artiști atât de diverși ca Miles Davis, Barbra Streisand, Jimi Hendrix, Eric Clapton, Bob Dylon, Michael Jackson, Madonna, B.B. King și Shania Twain au fost realizate cu instrumente Fender.
În anul 1965, datorită unor probleme de sănătate, Leo Fender a vândut firma colosului media CBS (California Broadcasting System), care la rândul său a vândut compania în anul 1985 unui grup de investitori conduși de președintele firmei, William Schulz, numele companiei devenind Fender Musical Instruments Corporation (FMIC). Sub noua conducere, Fender a construit o nouă capacitate de producție la Corona - California, USA, urmată de construirea unei noi unități moderne de producție la Ensenada, Mexic.
În 1984 Fender a lansat o nouă gamă de chitare "Squier"®, produse în țări sud-est asiatice (Korea de sud, Indonezia, China, Japonia), ca o alternative mai ieftină la instrumentele produse în SUA, sau în Mexic. Fender a proiectat și construiește chitarele Squier, incorporând aceleași caracteristici ca modelele Fender, dar la prețuri abordabile.
În ultimii ani Fender s-a lansat într-o strategie agresivă de expansiune, încheind acorduri de colaborare sau achiziționând mai multe firme din domeniu.
Odată cu expansiunea în sectorul chitarelor acustice, devenind distribuitorul exclusive în America de Nord a prestigioaselor chitare spaniole "Manuel Rodriguez"®, Fender a achiziționat în 1995 compania Guild Guitar Company, astăzi mărcile de chitare acustice și electrice sub mărcile "Guild"® și "Benedetto"® fiind produse în fabrica Corona a FMIC.
În August 2002, FMIC și compania Fred Gretsch Entreprises au semnat un accord prin care Fender are drept exclusiv de producție și vânzare a chitarelor "Gretsch"®, acestea fiind unele din cele mai apreciate și renumite chitare construite vreodată, în special chitarele electrice dezvoltate în anii '50 și '60.
În octombrie 2002, Fender a constituit o nouă filială de producție chitare - Jackson/Charvel Manufacturing Inc. - consolidându-și prezența în segmentul muzicii heavy metal și hard rock. Chitarele Jackson"® și Charvel"®, produse în facilitățile de producție din Ontario - California, precum și în Japonia și India, sunt nume respectate și iubite de muzicienii metaliști și hard rock.
Lunga istorie a lui Fender în producția de chitare bas și, poate mai important, de amplificatoare bas, au condus la constituirea în aprilie 2003 a unei noi divizii a FMIC, dedicată acestei specializări, Fender Bass Amplification Division, menită a dezvolta și moderniza amplificatoare și echipamente bas, exploatând experiența inventatorului primei chitare bas și primului amplificator bas. În iulie 2003 FMIC și-a consolidat prezența pe piața echipamentelor și amplificatoarelor bas prin achiziționarea firmei specializate SWR Sound Corporation - un lider în amplificarea bas de peste 20 de ani.
În ultima decadă, vânzările și prezența instrumentelor Fender pe piața internațională au crescut dramatic. Fender produce și distribuie astăzi tot ce-i este necesar unui chitarist, de la chitară, corzi și accesorii, până la amplificatoare, mixere, echipamente pro-audio, fiind un lider incontestabil în producția de instrumente muzicale.
Fender a devenit un lider mondial prin definirea sunetului pe care îl auzim, venind în întâmpinarea nevoilor muzicienilor, dezvoltând instrumente și echipamente de calitate, fiind conduși de o pasiune irepresibilă pentru muzică.

## Produse

### Chitare electrice

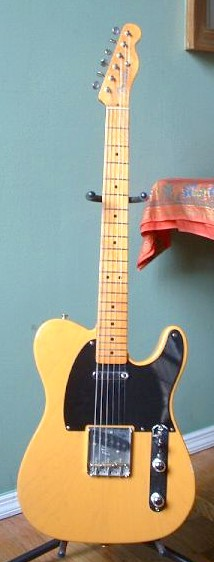
Telecaster
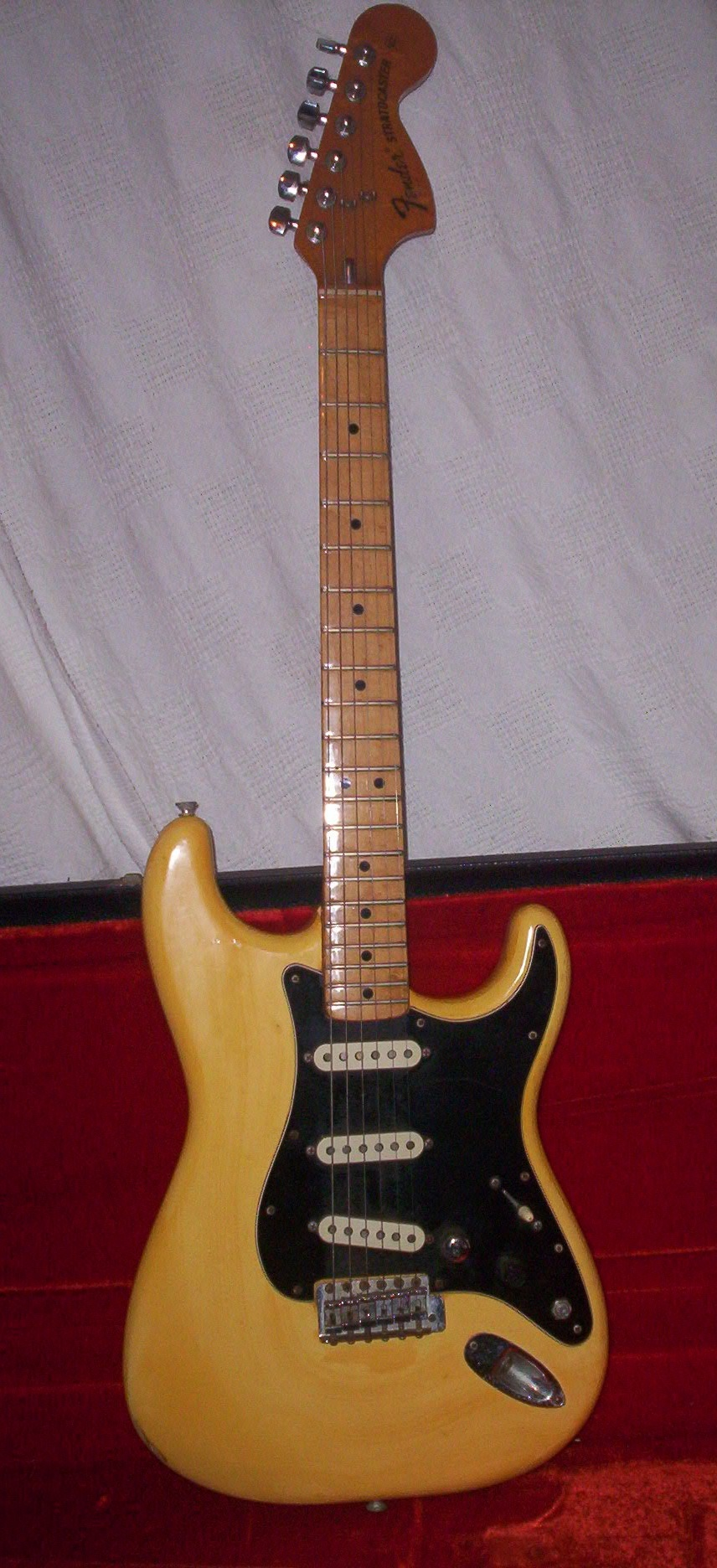
Stratocaster
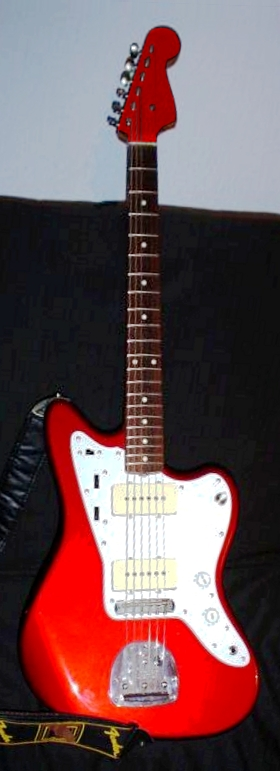
Jazzmaster
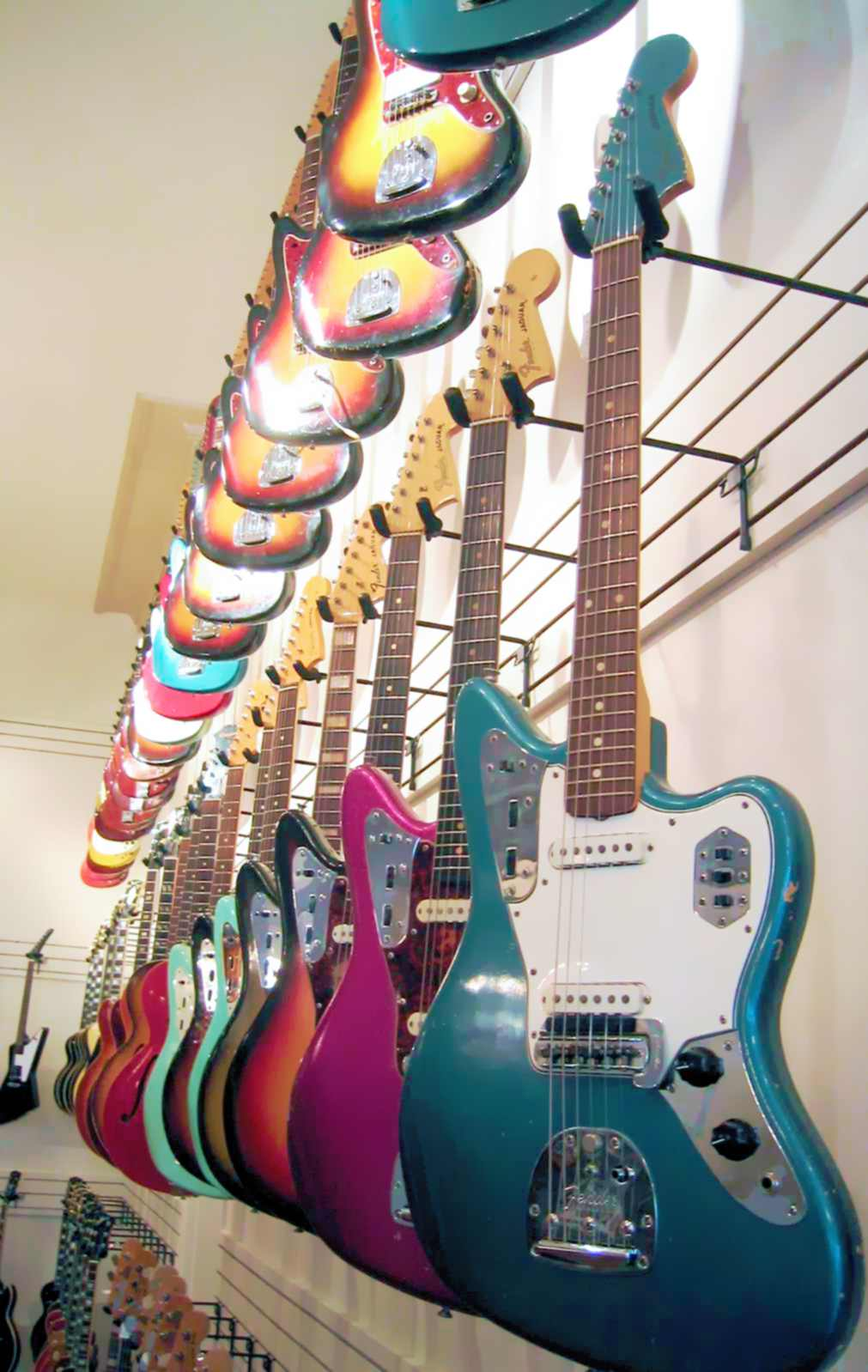
Jaguar
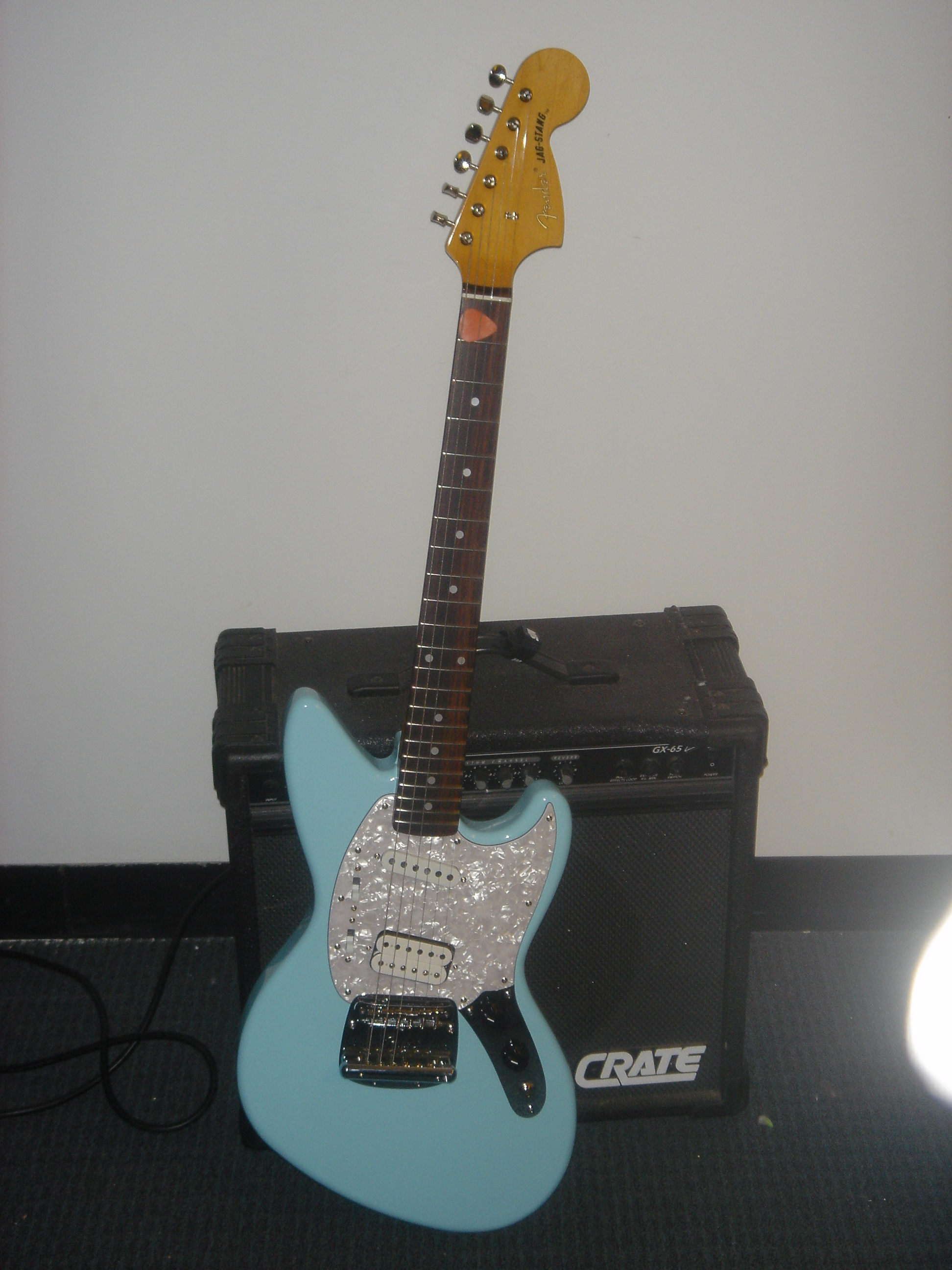
Jag-Stang
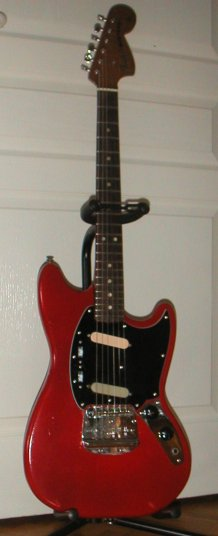
Mustang

### Fender Stratocaster
Este cea mai populară chitară de la Fender, firma identificându-se din 1954, de când a fost creată cu design-ul acesteia. Are mai multe serii:

### Artist Series
Mai multi chitariști, muzicieni care au marcat cu arta lor instrumentală muzica ultimelor decenii, sunt fani Fender, adorând această marcă și semnând replici ale chitarelor lor preferate. Cu câteva excepții, aceste chitare sunt manufacturate în SUA.

### American Vintage Series
O întoarcere la origini! La această serie Fender utilizează specificațiile tehnice și sculele originale. De la forma distinctivă și de neconfundat, până la dozele clasice, aceste chitare sunt replici, în privința aspectului și tonalităților, ale predecesorilor renumiți. Dacă sunteți un colecționar, sau un pasionat de instrumente clasice, atunci, cu siguranță, veți fi încântați de chitarele American Vintage Series. Legende ale muzicii au cântat la aceste instrumente: Isley Brothers, The Great Scots, Hark Marvin, Rory Gallagher, Elvis Costello. Gama constă în chitarele '52 Telecaster, 62 Custom Tele, 57 Stratocaster, '62 Stratocaster, precum și modelele rare 62 Jazzmaster și 62 Jaguar. Chitarele sunt manufacturate în SUA și sunt furnizate în toc Fender.

### American Deluxe Series
American Deluxe sunt, fără îndoială chitare deosebite. Combină tradițiile vechi ale chitarelor Fender cu cele mai noi tehnologii. Incorporând aspectul și linia distinctive, aceste instrumente de lux sunt completate cu elemente noi, calificându-le pentru statutul de serie clasică. Lăsând la o parte meticulozitatea cu care sunt finisate aceste chitare de înaltă performanță, punctul lor nu este aspectul, ci ceea ce ascund în interior: dozele Vintage-Noiseless, dezvoltate în laboratoarele Fender pentru a reproduce sunetul furnizat de dozele anilor 50, dar fără brumul propriu dozelor single coil. 
Sună că o doză single-coil, eliminând brumul ca o doză humbucker. Sunetul dozelor Vintage-Noiseless a cucerit chitariști de top ca Eric Clapton și Jeff Beck, care au solicitat dotarea chitarelorlor Stratocaster care le poartă numele cu aceste doze. Gama cuprinde chitare Stratocaster, Fat Strat și Telecaster, cu finisaje excepționale.

### Basuri electrice

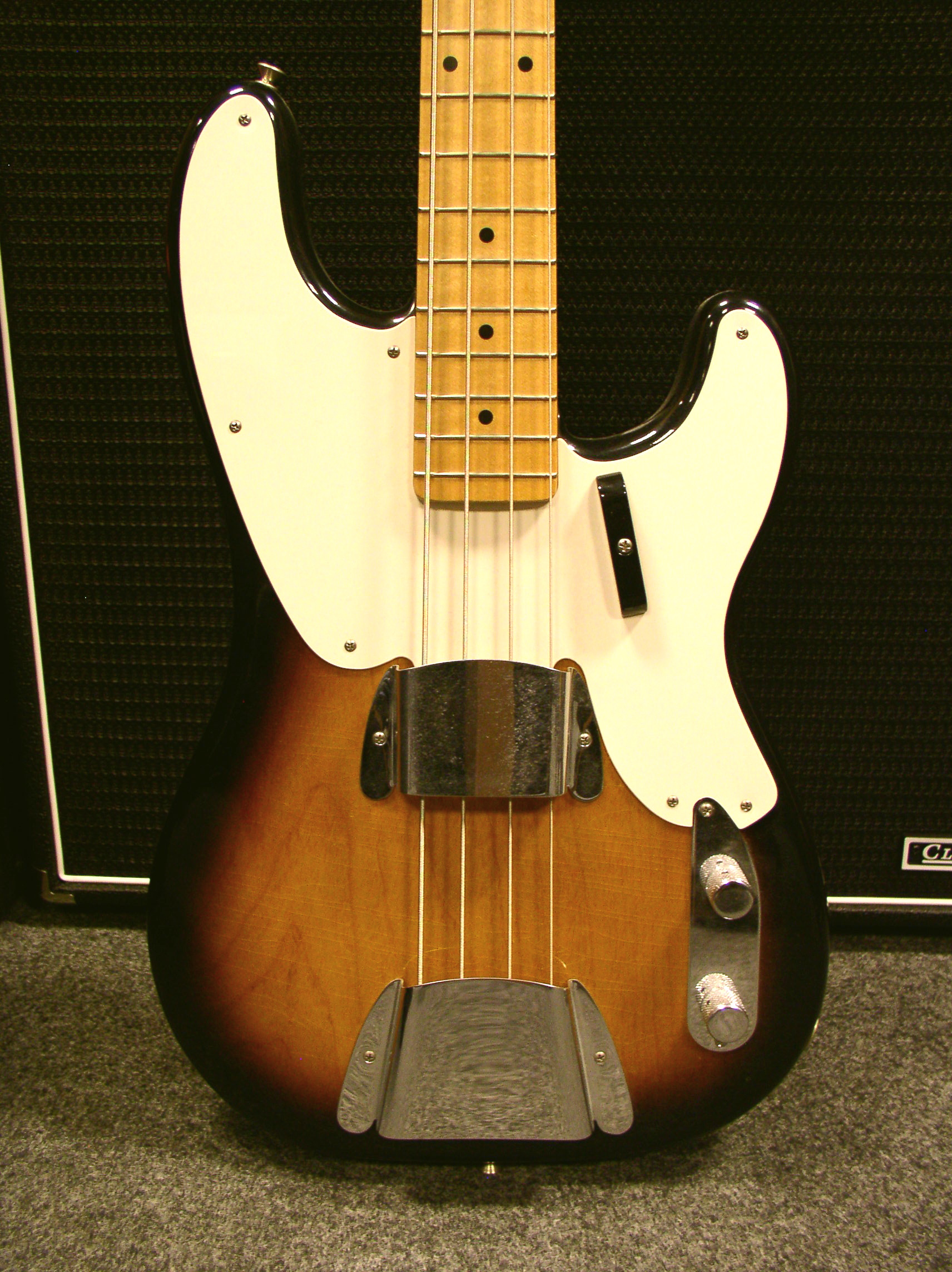
Precision Bass (1951-1957) single coil
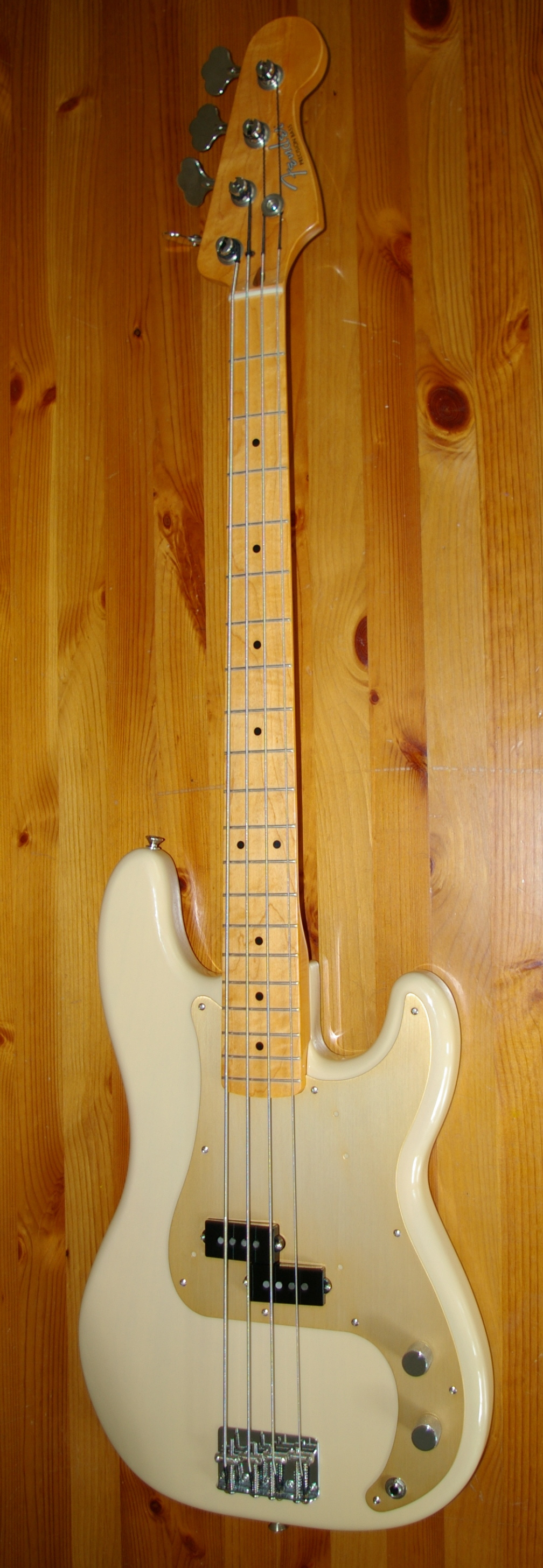
Precision Bass
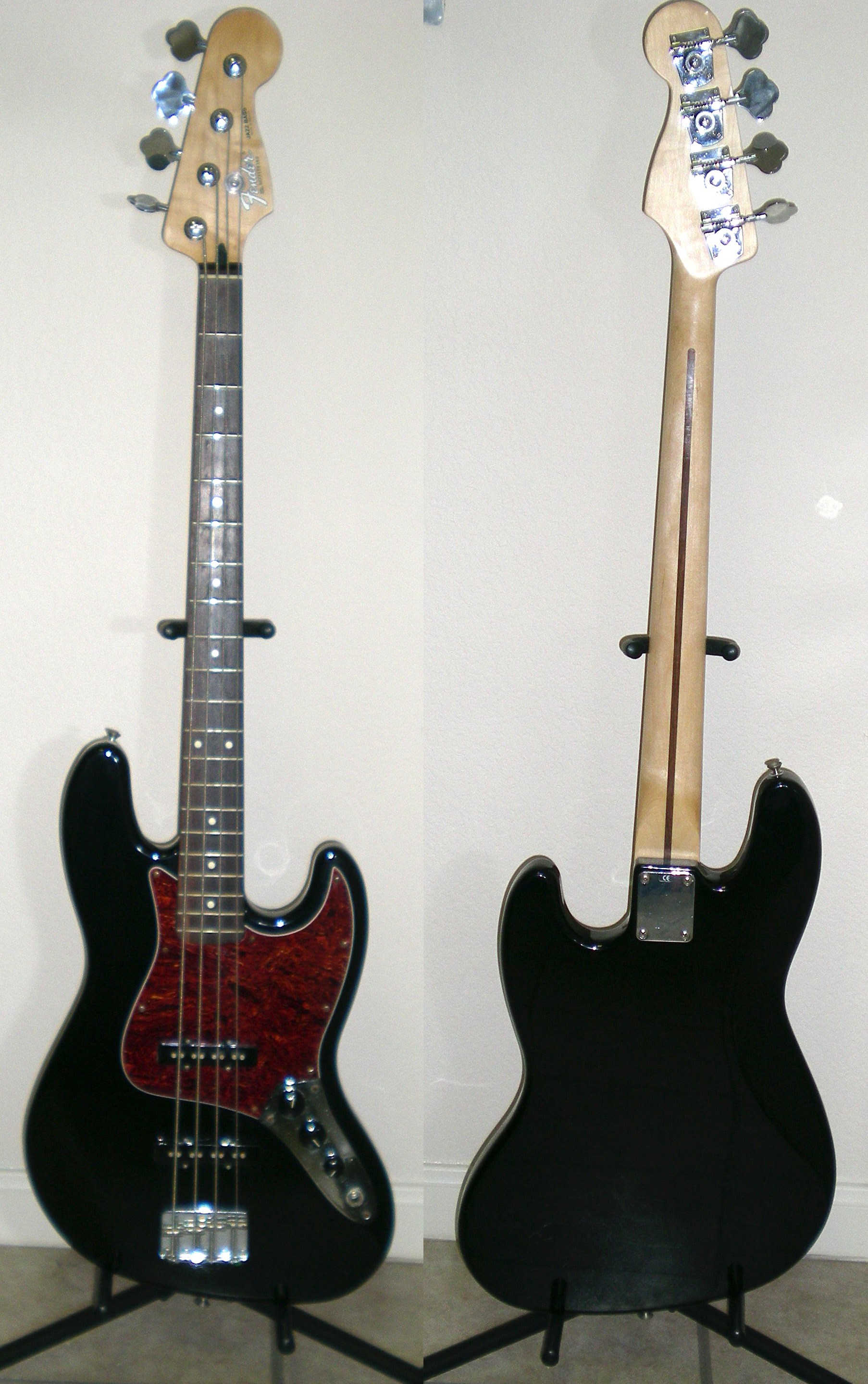
Jazz Bass
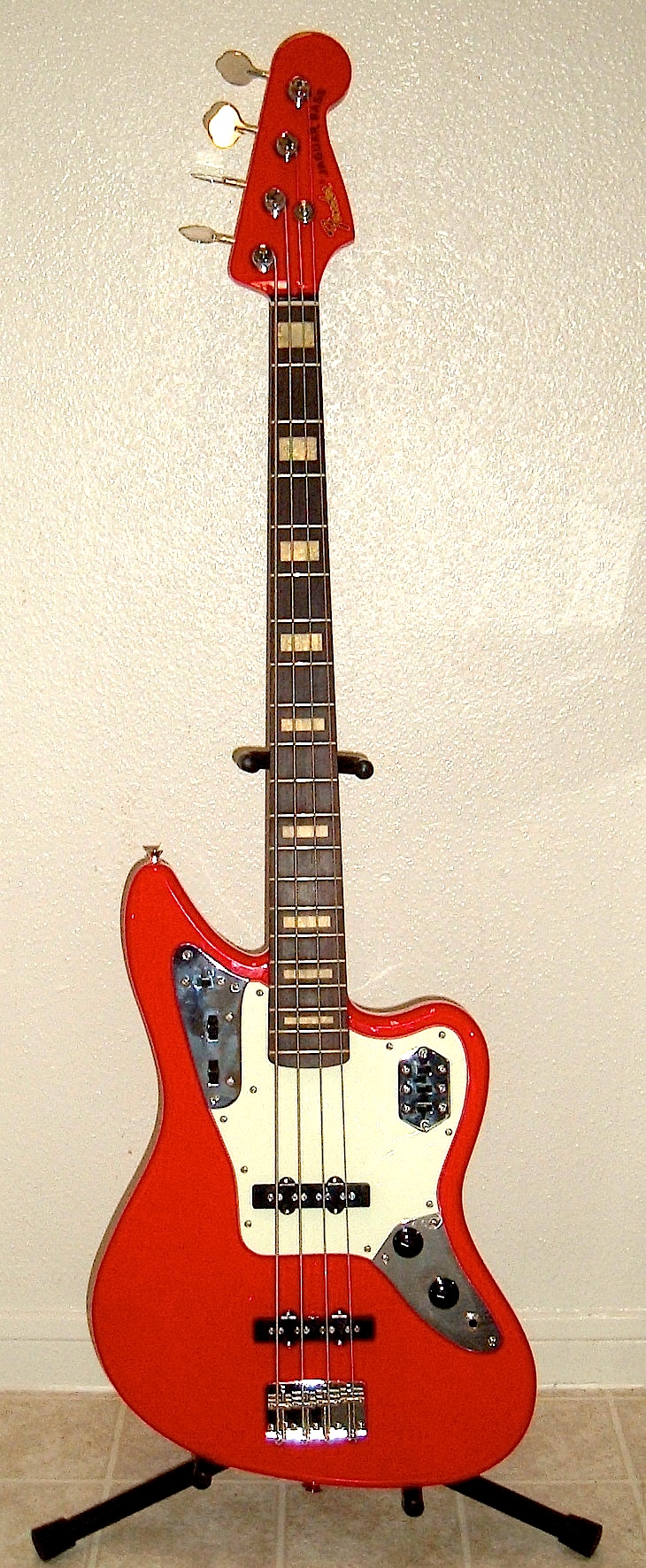
Jaguar Bass
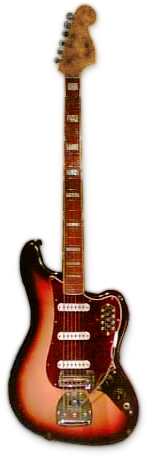
Bass VI
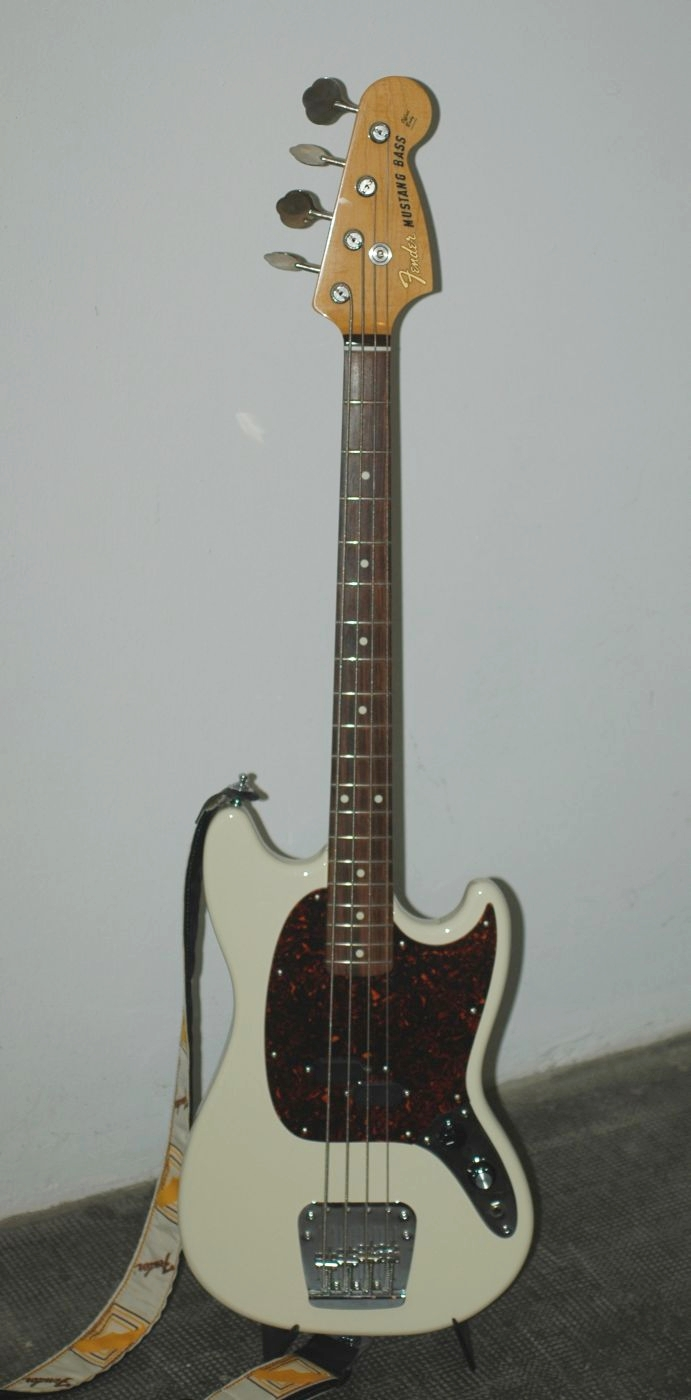
Mustang Bass